# Фактчекінг
Факт-чекінг (з англ. fact-checking — перевірка фактів) — це один з напрямків журналістського контролю. Перевірка фактів являє собою процес перевірки фактичної достовірності звітів і заяв, що викликають сумнів.
Згідно з українським виданням tyzhden.ua найавторитетнішими українськими фактчекінговими організаціями станом на 2020 рік були, окрім інших, такі організації як VoxUkraine / Антологія Брехні від VoxCheck, StopFake, По той бік новин, БезБрехні, Детектор медіа, Інститут масової інформації, Інтерньюз-Україна, та Антологія Брехні.

## Як працює фактчекінг
Українська громадська організація Інститут масової інформації (ІМІ) виділяє два основних аспекти як журналісти-фактчекери мають перевірити факти:
1. Обрати матеріал і виділити з нього твердження, що потребують перевірки; обрати якомога оперативніший та якісніший спосіб перевіряння;
2. Пошукати в авторитетних джерелах інформації підтвердження, що допоможуть класифікувати повідомлення як правдиве, неправдиве, оманливе або таке, що не можна перевірити;

## Українські фактчекінгові організації
Згідно з українським виданням tyzhden.ua найавторитетнішими українськими фактчекінговими організаціями станом на 2020 рік були такі організації як:
- VoxUkraine / Антологія Брехні від VoxCheck
- StopFake
- По той бік новин[d]
- БезБрехні
- Детектор медіа
- Інститут масової інформації (ІМІ)
- Інтерньюз-Україна